# NGC 6977
NGC 6977 (другие обозначения — PGC 65625, MCG -1-53-16, HCG 88B, NPM1G -05.0583, IRAS20499-0555) — спиральная галактика с перемычкой (SBb) в созвездии Водолей.
Этот объект входит в число перечисленных в оригинальной редакции «Нового общего каталога».